# Saylyugem
Las montañas Saylyugem (también escrito Sailughem) o simplemente conocido como Saylyugem, conforman una cadena montañosa en la parte sureste del Macizo de Altái. La gama se extiende a 130 km al noreste de 49 ° N y 86 ° E hacia el extremo occidental de los Montes Sayanes en 51 ° 60 'N y 89 ° E. Su altitud media oscila entre 1.500 a 1750 m. La cota de nieve se ejecuta a 2000 m en el lado norte y en 2400 m en el sur, y por encima de ella las escarpadas cumbres torre hasta unos 1.000 metros más.